# A cirill betűs szláv nyelvek neveinek magyar helyesírása
A cirill betűs szláv nyelvek neveinek magyar helyesírása (rövidítve CNMH) a cirill ábécét használó szláv nyelvek (orosz, ukrán, belarusz, bolgár és macedón) neveinek átírását részletesen tárgyaló szabályzat, amely Az újgörög nevek magyar helyesírása című munkával egy kötetben jelent meg (Budapest, Akadémiai Kiadó, 1985, ISBN 9630534991).
A kötetre a helyesírási szabályzat 220. pontja külön hivatkozik, valamint rá alapoz az Osiris-féle Helyesírás átírási tanácsadójának cirill betűs nyelvekkel foglalkozó része is.

## Története
Az MTA Helyesírási Bizottsága 1976-ban vetette fel a cirill írású szláv nyelvek átírása felülvizsgálatának szükségességét. Az első tudományos igényű (az orosz nevekkel foglalkozó) szabályozás nemzetközi tekintélyű szlavista nyelvészünk, Asbóth Oszkár nevéhez fűződik, 1890-ben jelent meg, de nem vált kötelező érvényű normává. Az átírás kérdéséről heves viták folytak 1945 után, majd végül megszületett az orosz nevek és szavak magyar átírásáról szóló akadémiai határozat (1950), amely lényegében változatlanul bekerült az AkH. 10. kiadásába (1954). Ennek nyomán egységes gyakorlat alakult ki az orosz nevek átírásában, de szabályozás nélkül maradt a többi cirill betűs szláv nyelv. E hiányzó szabályozás megalkotására készült el a kötet Hadrovics László főszerkesztősége alatt, a helyesírási szabályzat 11. kiadásából pedig kikerült a részletes szabályozás.